# سمورچه آلپ
سمورچه آلپ (نام علمی: Tamias alpinus) نام یک گونه از سرده سمورچه است.